# Brigitte Schnegg
Brigitte Schnegg (* 16. September 1953; † 29. März 2014 in Bern) war eine Schweizer Historikerin, Professorin und Leiterin des Interdisziplinären Zentrums für Geschlechterforschung (IZFG) an der Universität Bern.

## Leben und Wirken
Brigitte Schnegg verstand sich als Teil der Frauenbewegung, die sie in Bern prägte und im universitären Umfeld verankerte.
Von 1983 bis 1986 leitete sie die Geschäftsstelle des Vereins Feministische Wissenschaft Schweiz, gemeinsam mit Katharina Belser. Zugleich arbeitete sie als junge Assistentin am Institut für Geschichte der Universität Bern und setzte sich schon früh für die Anerkennung feministischer Geschlechtergeschichte und feministischer Wissenschaft in der Akademie ein. 1983 organisierte sie zusammen mit der Basler Professorin Regina Wecker und anderen Historikerinnen in Bern die erste Schweizerische Tagung für Frauengeschichte (später Schweizerische Historikerinnentagung genannt).
1999 promovierte sie am Historischen Institut der Universität Bern bei Beatrix Mesmer mit der Arbeit „‚Die zweyte Seite auf dem Blatte der Menschheit‘. Geschlechterdiskurse und Geschlechterverhältnisse in der Schweizer Aufklärung.“
Seit seiner Gründung 2001 leitete Schnegg das Interdisziplinäre Zentrum für Geschlechterforschung (IZFG) der Universität Bern, das unter ihrer Führung innerhalb weniger Jahre auf rund 20 Mitarbeiterinnen und Mitarbeiter anwuchs.  Es befasst sich mit Geschlechterfragen im Kontext von nachhaltiger Entwicklung.
Schnegg war Mitbegründerin des gesamtschweizerischen Netzwerks zur Etablierung der Geschlechterforschung an den Schweizer Universitäten und hatte ab 2010 das Co-Präsidium der neu lancierten Schweizerischen Gesellschaft für Geschlechterforschung (SGGF) inne. In den Jahren 2012 und 2013 nahm sie als Mitglied der Schweizer Delegation an Verhandlungen der UN-Commission on the Status of Women (CSW) in New York teil.
Brigitte Schnegg von Rütte lebte in Bern. Ende März 2014 starb sie an Herzversagen.
Sie hinterlässt einen Mann und zwei Töchter.

## Brigitte-Schnegg-Preis
Zu Ehren von Brigitte Schnegg prämiert der Brigitte-Schnegg-Preis herausragende wissenschaftliche Arbeiten im Bereich der Geschlechterforschung in der Schweiz, die einen Beitrag zu gesellschaftspolitischen Veränderungen leisten. Der Preis wurde im Rahmen der Mitgliederversammlung der SGGF 2017 erstmals verliehen.

## Publikationen (Auswahl)
- mit Christa Binswanger u. a. (Hrsg.): Gender Scripts: Widerspenstige Aneignungen von Geschlechternormen. Reihe: Politik der Geschlechterverhältnisse, Campus Verlag, Frankfurt 2009, ISBN 978-3-593-39014-7.
- mit Anne-Lise Head: Armut in der Schweiz – La pauvrete en suisse 17.–20 Jh. Schweizer Gesellschaft für Wirtschafts- und Sozialgeschichte, Chronos-Verlag, Zürich 1989.
- mit Gaby Sutter und Sonja Matter: Zwischen Integration und Ausschluss: Fürsorge und Sozialarbeit in der Stadt Bern 1900–1960. Bern 2008, IFGZ.